# Eperjeske, Szabolcs-Szatmár-Bereg
Eperjeske  este un sat în districtul Záhony, județul Szabolcs-Szatmár-Bereg, Ungaria, având o populație de 1.274 de locuitori (2011). 

## Demografie
Componența etnică a satului Eperjeske
     Maghiari (82,66%)
     Romi (16,98%)
     Ucraineni (0,36%)
Componența confesională a satului Eperjeske
     Reformați (51,81%)
     Romano-catolici (7,38%)
     Fără religie (4%)
     Greco-catolici (2,35%)
     Necunoscută (34,46%)
     Alte religii (1,02%)
Conform recensământului din 2011, satul Eperjeske avea 1.274 de locuitori. Din punct de vedere etnic, majoritatea locuitorilor (82,66%) erau maghiari, cu o minoritate de romi (16,98%).  Din punct de vedere confesional, majoritatea locuitorilor (51,81%) erau reformați, existând și minorități de romano-catolici (7,38%), persoane fără religie (4,0%) și greco-catolici (2,35%). Pentru 34,46% din locuitori nu este cunoscută apartenența confesională.